# Centro Sportivo Prata di Pordenone
Il Centro Sportivo Prata di Pordenone è una società pallavolistica maschile italiana con sede a Prata di Pordenone: milita nel campionato di Serie A2.

## Storia
La sezione di pallavolo del Centro Sportivo Prata di Pordenone nasce nel 1974. Iniziando dalla 1ª Divisione, milita per diversi anni stabilmente nei campionati regionali di Serie C e D.
Nel 2010 ottiene la promozione in Serie B2 ma la prima annata nei campionati nazionali termina con l'ultimo posto in classifica e l'immediata retrocessione. La stagione successiva partecipa, tuttavia, ancora alla Serie B2, grazie all'acquisto del titolo sportivo dal Basso Vicentino. Dopo due play-off promozione persi in finale, al termine della stagione 2013-14 ottiene la promozione in Serie B1.
Milita nella terza categoria del campionato nazionale per quattro stagioni consecutive, quando ottiene, nella stagione 2017-18 la vittoria nei play-off promozione e la promozione in Serie A2.
Debutta in serie cadetta nel 2018-19 terminando la stagione con la retrocessione nella neonata Serie A3. Nella stagione 2021-22 vince la prima edizione della Coppa Italia di Serie A3, superando in finale la M&G, partecipa alla Supercoppa italiana di Serie A3 e vince i  play-off che valgono la nuova promozione in Serie A2.

## Rosa 2024-2025
| N° | Nome                | Ruolo | Data di nascita  | Nazionalità sportiva |
| -- | ------------------- | ----- | ---------------- | -------------------- |
| 2  | Nicolò Katalan      | C     | 15 ottobre 1998  | Italia               |
| 3  | Alessio Alberini    | P     | 3 marzo 1998     | Italia               |
| 4  | Diego Sist          | S     | 15 maggio 2005   | Italia               |
| 5  | Alberto Benedicenti | L     | 6 febbraio 2001  | Italia               |
| 7  | Simone Scopelliti   | C     | 5 aprile 1994    | Italia               |
| 9  | Marcin Ernastowicz  | S     | 31 luglio 1997   | Polonia              |
| 10 | Alex Aiello         | L     | 2 marzo 2002     | Italia               |
| 11 | Samuele Meneghel    | C     | 25 novembre 2001 | Italia               |
| 12 | Jernej Terpin       | S     | 21 giugno 1996   | Italia               |
| 13 | Ranieri Truocchio   | S     | 12 marzo 2004    | Italia               |
| 14 | Filippo Guerriero   | P     | 5 novembre 2003  | Italia               |
| 15 | Marinfranco Agrusti | C     | 26 gennaio 1999  | Italia               |
| 22 | Mattia Bomben       | S     | 22 febbraio 2001 | Italia               |
| 32 | Kristian Gamba      | O     | 16 maggio 2000   | Italia               |

## Palmarès
- Coppa Italia di Serie A3: 1

2021-22